# Jalžabet
Jalžabet (Hongaars: Szenterzsébet) is een gemeente in de Kroatische provincie Varaždin.
Jalžabet telt 3732 inwoners.

## Geboren in
- Koloman Bedeković (1818-1889), politicus

Steden (gradovi): Varaždin · Ivanec · Lepoglava · Ludbreg · Novi Marof · Varaždinske Toplice

Gemeenten (općine): Bednja · Beretinec · Breznica · Breznički Hum · Cestica · Donja Voća · Gornji Kneginec · Jalžabet · Klenovnik · Ljubešćica · Mali Bukovec · Martijanec · Maruševec · Petrijanec · Sračinec · Sveti Đurđ · Sveti Ilija · Trnovec Bartolovečki · Veliki Bukovec · Vidovec · Vinica · Visoko